# Акинфиев, Василий Николаевич
Василий Николаевич Аки́нфиев (28 января (9 февраля) 1857 — около 10 (23) июля 1902) — русский писатель

-юморист

.

## Биография
Происходил из дворян Тверской губернии, сын тайного советника Н. М. Акинфиева.
По окончании Военно-медицинской академии (1875—1881) в Петербурге — ветеринарный врач в различных воинских частях, в т. ч. с 1889 в Кавказской гренадерской артиллерийской бригаде в Тифлисе (с 1900 коллежский советник).

## Литературная деятельность
Многочисленные рассказы и сценки с обычными, для развлекательной юмористики, темами (кража в кассе, супружеская неверность, дачные затруднения), характерами-масками («пейзан», «восточный человек», «старая дева»), фарсовыми и водевильными ситуациями и развязками помещал в «Стрекозе», где он был постоянным сотрудником (1882—98), «Развлечении» (1898—99), «Родине» (1900), участвовал в «Альманахе „Стрекозы"» (СПб., 1884), «Юбилейном альбоме журнала „Развлечение"» (М., 1898).
Фабула комедии «Поневоле» (СПб., 1881) основана на легко разъясняющемся недоразумении. Шутка «Счет» (СПб., 1897) характеризовалась А. А. Потехиным, как произведение, не отличающееся «ни изобразительностью, ни веселостью, ни бойкостью » (ГПБ, ф. 7).
Псевдонимы: Аркадьев; Аркадьев, В.; Безп.; Бези.